# Soudy v Athénách klasické doby

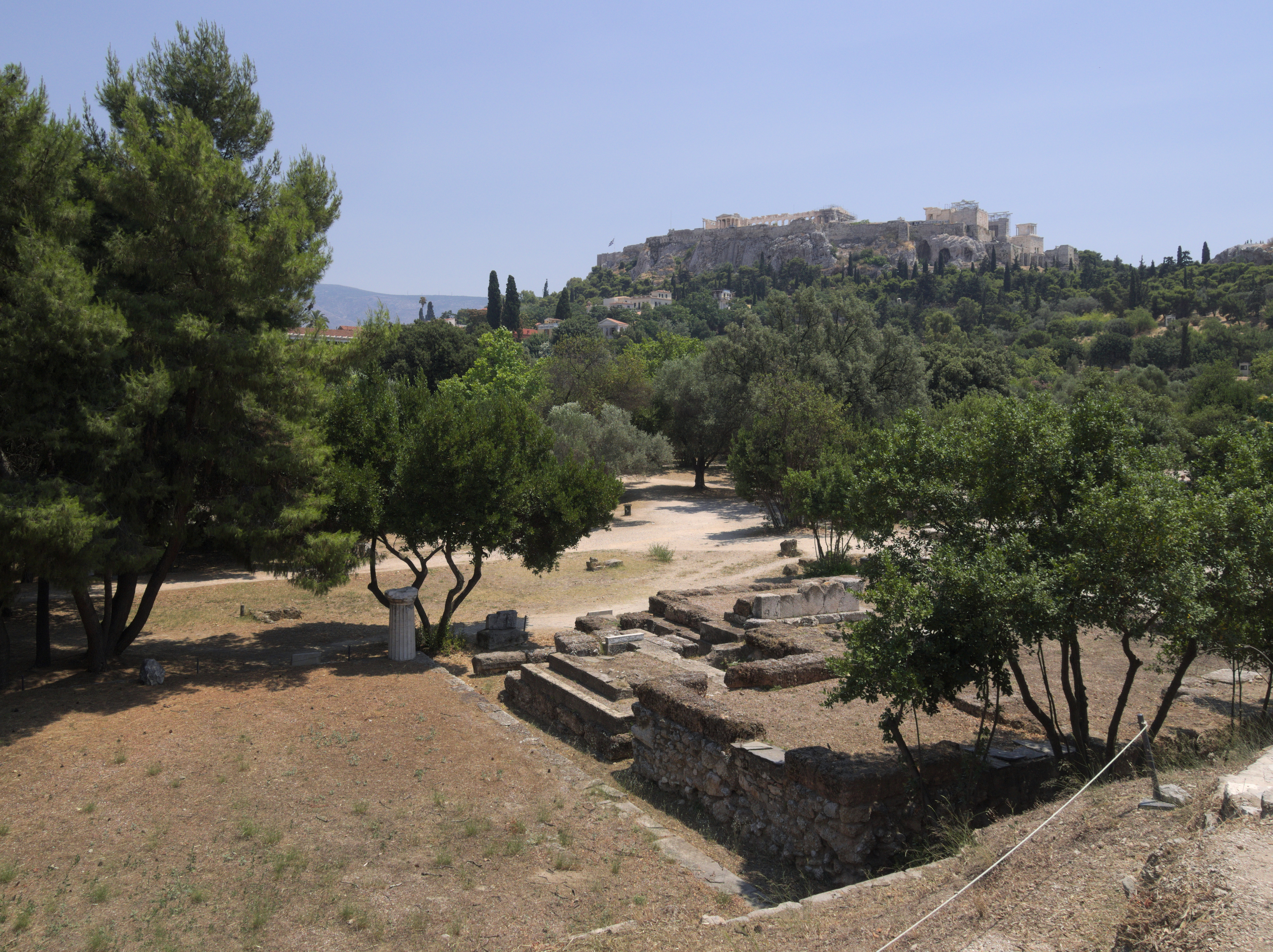
Stará athénská agora

Soudy v Athénách klasické doby byly soudy v městském státě Athény v 5. a 4. století př. n. l. Autoritativní rozhodovací činnost ve sporech mezi jednotlivci v Athénách klasické doby spadala do pravomoci jednak orgánů státní moci, jednak soukromých osob (soukromí rozhodci), pokud toho strany sporu chtěly využít. Příslušné orgány státní moci představovaly búlé, shromáždění ekklésiá, areopagos (areopág), sbor efetů, sbor jedenácti, sbor čtyřiceti, porotní soud héliaiá a státem autorizovaní rozhodci diaitétai. Ve starší době vykonával soudní moc převážně areopág. V klasické době byla již však většina jeho původní pravomoci rozdělena mezi soudní orgány tak či onak reprezentující lid: ekklésiá, búlé a héliaiá.

## Organizace
Neexistovalo profesionalizované soudnictví. Soudci byli takřka vždy vybíráni z lidu. Výjimku tvoří ty soudní orgány, u kterých byla předpokladem členství určitá předchozí veřejná funkce (např. areopagos, jehož členy byli bývalí archonti).
Héliaiu tvořilo vcelku šest tisíc soudců (héliastés, pl. héliastai). Institucionálně byla zakotvena Solónovými reformami v roce 549/3 př. Kr. Héliastai byli vybírání losem po 600 z každé fýly. Losování prováděli archonti. Předpokladem pro účast v losování bylo dovršení 30. roku života. Losování probíhalo krátký čas před zasedáním za účelem zajištění co největší nestrannosti. Héliastai přísahali, že budou soudit nestranně. Byli odměňováni pouze tak, že dostávali náhradu za zisk ušlý v době výkonu funkce. Projednání sporu zajišťovaly dílčí sbory soudců po pěti stech členech.
Areopagos, původně poradní sbor krále, tvořili bývalí archonti. Jejich funkce byla doživotní. Projednání věci zajišťovaly výbory areopagu.
Sbor efetů byl stálý soudní orgán o 51 členech, zřízený pravděpodobně Drakontem. Byl rozdělen na čtyři soudní dvory, jež zasedaly na různých místech.
Sbor jedenácti (hoi hendeka) byl orgán, který řešil formou jakéhosi „zrychleného řízení“ závažné "trestné" činy, za které příslušel trest smrti. Ustavoval se losováním.
Oficiální rozhodci (diaitétai) byli rekrutováni z řad mužů, kteří dovršili 60. rok života. Zákon jim stanovil povinnost tuto funkci přijmout pod hrozbou ztráty občanských práv. Výjimka platila jen pro toho, kdo v daném roce již vykonával některou veřejnou funkci.
Sbor čtyřiceti byl utvářen lidmi losovanými po čtyřech z každé z deseti fýl. Soudili v první instanci soukromé spory menší majetkové hodnoty (např. spory o malé částky).

## Věcná příslušnost
Věcná příslušnost héliaie, tedy vymezení, které věci tento orgán rozhodoval, byla pojata jako zbytková. Co nesoudily jiné orgány, soudila héliaiá. Vyřizovala tedy věci jak věci trestní, tak věci soukromé. Ve věcech soukromých rozhodovala jako odvolací orgán, ve věcech trestních jako orgán prvostupňový, tak i jako odvolací. Proti rozhodnutí héliaie nebyl přípustný opravný prostředek.
V soukromých sporech první instance bylo na rozhraní 5. a 4. stol. př. Kr. zavedeno povinné rozhodčí řízení namísto řízení soudního. V něm rozhodovali oficiální (diaitétai) nebo soukromí rozhodci. Do té doby se strany sporu mohly i obracet i na soud. Rozhodčí řízení představovalo první instanci řízení o soukromých sporech, odvolání projednávala héliaiá.
Nejméně hodnotné soukromé spory však projednával v první instanci sbor čtyřiceti. Jednalo se o spory do hodnoty nepřesahující částku 10 drachem. Spory vyšší hodnoty odevzdával rozhodcům (diaitétům).
Areopagu nakonec zůstalo zachováno pouze právo soudit hrdelní zločiny a tzv. sprosté zločince, tedy zloděje, lupiče, únosce.
Naopak efetům spadaly méně závažné trestné činy, např. neúmyslné zabití. Ve 4. stol. př. Kr. byla příslušnost efetů převedena na héliaiu.
Búlé projednávala některé z politických žalob. Do věcné příslušnosti ekklésie spadaly žaloby z vlastizrady.
Sbor jedenácti soudil krádeže, únosy lidí a loupeže, obdobně areopagos, kam spor putoval tehdy, pokud žalovaný svoji vinu popřel.

## Účastníci řízení a zastoupení

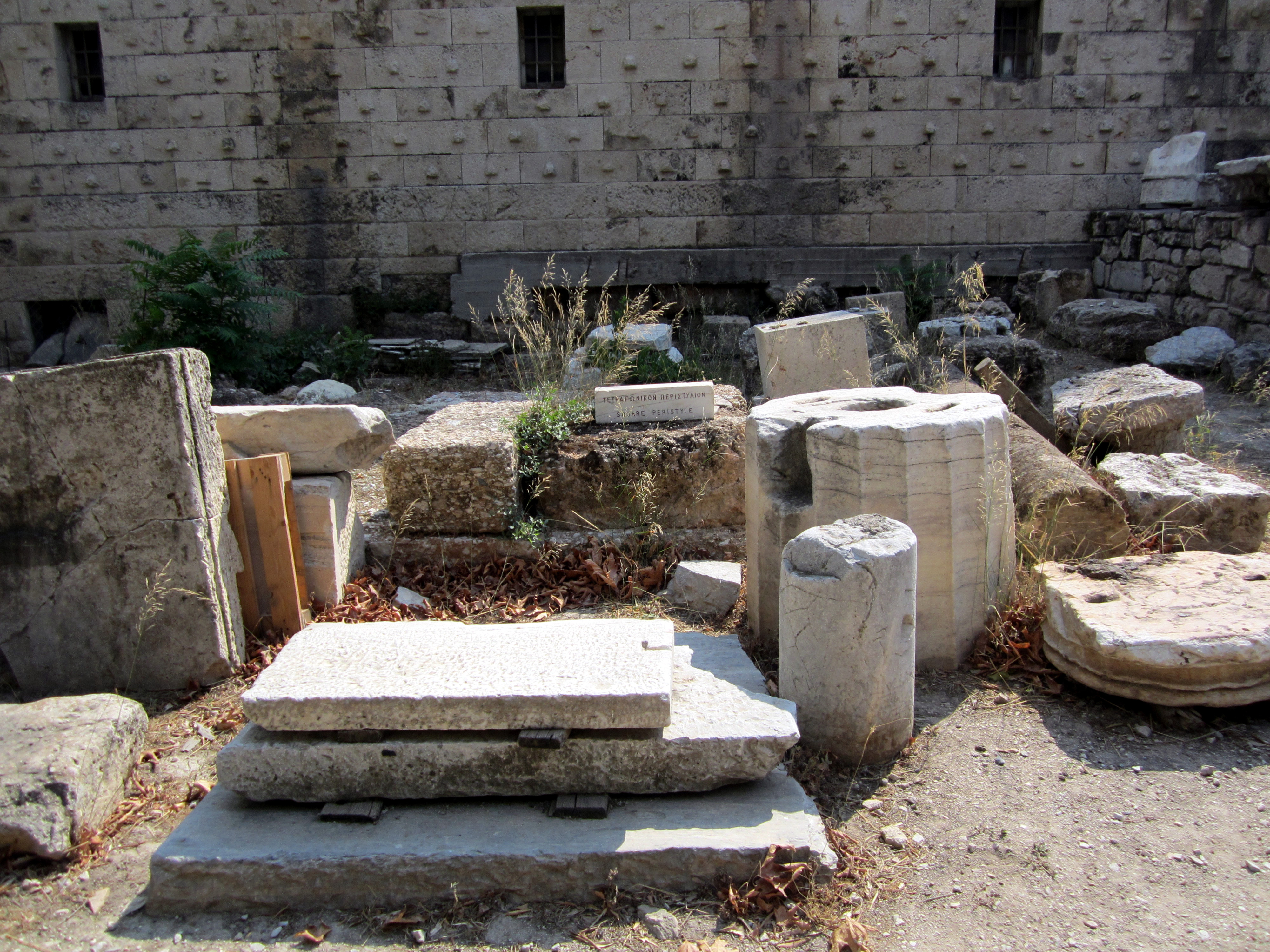
Soud na athénské agoře

Stejně, jako neexistovalo profesionalizované soudnictví, neexistoval ani institucionalizovaná a profesionalizovaná veřejná žaloba. Žalobní právo tak bylo vždy ponecháno soukromé iniciativě. Lze hovořit o veřejné žalobě (tj. žalobě ve veřejném zájmu) podávané soukromníky.
Očekávalo se, že žalobce i žalovaný budou na soudě jednat osobně, protože i soudci vybraní z lidu byli přítomni osobně, což byla jejich občanská povinnost.  Není známo, že by bylo dovoleno zastoupení před soudem v tom smyslu, že by zástupce mohl za účastníka řízení činit procesní úkony (tj. úkony zakládající procesní práva či povinnosti; např. vzít zpět žalobu, rozšířit ji apod.), které by účastníka zavazovaly.
Podpora v řízení v tom smyslu, že podporovatel mohl uvádět tvrzení a argumenty za podporovaného účastníka však byla běžnou praxí. Podporovatel se nazýval synégoros. Nebylo žádoucí, aby podporovatel pobíral za svoji činnost odměnu. To vedlo k rozvoji logografie. Logograf sepisoval pro účastníka řízení jeho projev. Vztah mezi logografem a účastníkem řízení lze volně přirovnat ke vztahu autora textu a amatérského herce.
Metoikové si museli zvolit athénského občana za svého patrona (prostatés). Objevují se i názory, že tento patron za ně musel jednat na soudě nebo je alespoň podporovat.

## Druhy řízení
Základní rozlišení soudních řízení lze vést mezi spory o žalobách v soukromých věcech (diké) a o žalobách ve veřejném zájmu (grafé). Soukromé spory spadaly v prvé instanci do pravomoci rozhodců, v instanci odvolací do pravomoci héliaie, pravomoc ve věcech veřejného zájmu se rozpadala mezi výše popsané orgány podle toho, o jaké protiprávní jednání se jednalo (vražda, neúmyslné zabití, politické delikty, náboženské delikty apod.).
Podle své podstaty byly spory dále označovány zvláštními pojmy. Jako příklad lze uvést diké pseudomartyrión (žaloba pro lživé svědectví), diadikasiá (žaloba o lepší právo k věci), diké aikeiás (žaloba pro násilný útok) či diké kakégoriás (žaloba pro pomluvu) apod.
Oficiální arbitráž (rozhodčí řízení) se nazývala diaita. Jednalo se o řízení v soukromých věcech v prvním stupni před oficiálním rozhodcem.

## Zahájení a průběh řízení
Pokud jde o právo podat žalobu (tzn. aktivní procesní legitimaci), pak v důsledku neexistence veřejné žaloby mohl být žalobce nejen ten, kdo tvrdil, že byl dotčen na svých právech (typické pro soukromé spory), ale rovněž i ten, kdo tvrdil, že újmu trpí obec (typické pro spory ve veřejných záležitostech, např. o "trestných činech"). Zpravidla však žalobce v "trestních" případech tvrdil, že byl poškozen i on sám.
Zákonným požadavkem bylo, aby soukromý spor byl zahájen osobou, která utrpěla jednáním žalovaného újmu. U sporu ve veřejných záležitostech bylo běžné, že žalobce rovněž tvrdil, že jednáním žalovaného utrpěl újmu, bylo přípustné, aby ve prospěch poškozeného podala žalobu (grafé) rovněž třetí osoba.
Řízení před héliaiou se rozpadalo do dvou fází, a sice fáze řízení před úředníky a řízení před soudem samotným.
Sbor jedenácti rozhodoval sám o trestu smrti za krádeže, únosy lidí a loupeže. Pokud však žalovaný svou vinu popíral, nemohl ho sbor jedenácti nechat popravit, ale předal ho soudu.

### Zahájení řízení před héliaiou
Prvostupňové řízení před héliaiou se zahajovalo předvoláním, které žalobce adresoval žalovanému ústně na veřejném místě před svědky s tím, aby se dostavil v určený čas k úřadu příslušnému k přípravě projednání žaloby. Žalobce předkládal žalobu úřadu písemně.

### Zahájení řízení před Areopagem
Řízení před Areopagem se zahajovalo oznámením archontovi, basileovi Areopagu.

### Administrativní fáze heliastického řízení před úředníky
Před úřadem probíhala přípravná fáze řízení (anakrisis). Úřad žalobu prohlédl a seznámil s jejím obsahem žalovaného. Žalovaný pak byl oprávněn podat námitky. Pokud se žalovaný nedostavil, jednalo se v jeho nepřítomnosti. V přípravné fázi docházelo k ověření formálních předpokladů, k přísežnému stvrzení stanovisek stran, k pokusu o smír a k provedení důkazů. Shromážděné podklady úředník vložil do schránek, které zapečetil a následně předal soudu.

### Přísahy
Přísahy představovaly religiózní prvek v soudním řízení. Na rozdíl od např. Gortyny se jich v Athénách užívalo při zahájení řízení, nikoliv jako prostředku k vyřešení věci, tj. soudy v zásadě nerozhodovaly podle toho, kdo co odpřisáhl.
Přísežná procedura v případech vraždy měla slavnostní charakter. Obě strany sporu musely odpřisáhnout své tvrzení („zabil“/“nezabil“) na hromadě rozervaného masa obětních zvířat (divočák, beran, býk), poražených ve správný den správnými lidmi. Přísahali i svědci. V jiných věcech přísahaly pouze strany řízení.
Soudci přísahali, že budou soudit v souladu se zákonem.

### Soudní řeč
V řízení před héliaiou bylo běžné, že strany přednášely i jiné než právní argumenty úzce související se žalovaným skutkem. S ohledem na to, že se jednalo o soud lidový, využívaly strany řízení svůj projev k tomu, aby veřejně definovaly či obhájily svoji společenskou pozici. Vedle primárního účelu, kterým bylo řešení sporu, tak mělo řízení před héliaiou i širší sociální či politický účel. Kterou skupinu argumentů bral soud při rozhodování v úvahu, je stále předmětem diskusí. Naproti tomu ve věcech týkajících se vraždy či u námořních soudů se kladl důraz především na argumenty související se žalovaným skutkem.
Čas určený každé ze stran řízení k tomu, aby přednesla své stanovisko ve věci, se odměřoval vodními hodinami (klepsydrou). Uvádí se, že soudní jednání nepřekročilo délku jednoho dne, a to ačkoliv není důkaz o tom, že by se tak stát nesmělo. Soukromé spory zpravidla trvaly kratší dobu. Aristotelés hovoří například o tom, že v jednom dni soud nařizoval jednání po 4 soukromých sporech denně; soudil-li při veřejnou, potom nařizoval jen jedno jednání denně.

### Dokazování
Odpovědnost za objasnění skutkového stavu nesly primárně strany řízení, kterými byly vždy soukromé osoby, pro objasnění skutkového stavu byla proto rozhodující soudní řeč.
Athénské právo nemělo, až na výjimky týkající se svědectví, konkrétní pravidla týkající se důkazního řízení. Aristotelés hovoří o pěti druzích důkazních prostředků: nomoi (zákony, martyres (svědkové), synthékai (smlouvy), basanoi (tortura) a horkos (přísaha). Psané podklady (zákony, smlouvy, písemná svědectví) byly ještě před pleadingem předčítány soudním sekretářem (grammateus).
Svědkové byli vyslýchání za účelem potvrzení či vyvrácení vybraných dílčích skutkových tvrzení. Neočekávalo se od nich vylíčení příběhu, tedy odpověď na otázku „co o věci víte?“, ale byli dotazováni spíše na konkrétní detaily. Výslech svědků před héliaiou prováděl soud. Účastníci řízení neměli právo pokládat jim otázky. Účastníci však mohli pokládat otázky sami sobě navzájem a měli právo obdržet odpověď. Lživé svědectví se pokládalo za protiprávní a poškozený se mohl bránit žalobou, která se projednávala ve zvláštním řízení a nazývala se diké pseudomartyrión („žaloba pro lživé svědectví“).

### Rozhodnutí ve věci
Héliaiá rozhodovala okamžitě po přednesení pleadingu. Rozhodovala tajným hlasováním, bez porady a neopatřovala své rozhodnutí odůvodněním. Její rozhodnutí bylo konečné. Verdikt byl jednoduchý (ano/ne; vinen/nevinen).

## Opravné prostředky
Ve věcech, o kterých nerozhodovala héliaiá v prvním stupni, byl zpravidla přípustný opravný prostředek, a sice odvolání k héliaie. Odvolací řízení proti výrokům archontů zavedl Solón.
V soukromých sporech platil jistý druh koncentrace řízení. Jestliže se totiž jedna ze sporných stran odvolala k soudu, musela vložit všechny podklady (tj. zákony, svědecké výpovědi, výzvy apod.) do hliněné nádoby (echínos), zapečetit je a připojit rozsudek oficiálního rozhodce. Muselo se jednat pouze o ty podklady, které byly předloženy rozhodci. V odvolacím soudním řízení pak již nebylo možno používat jiných podkladů než těch, které byly v zapečetěné nádobě a které byly zároveň v první instanci předloženy rozhodci.
Odvolání v soukromých věcech se podávalo oněm čtyřem soudcům ze sboru čtyřiceti, kteří soudili v příslušné fýle. Ti jej vzali a předložili výboru héliaie. Tento výbor byl složen z 201 členů, pokud šlo o spor v hodnotě do částky 1000 drachem, či z 401 členů, pokud šlo o částku vyšší.